# Transport for London
A Transport for London (rövidítve TfL) a Nagy-London közlekedési hálózatáért felelős helyi önkormányzati szervezet. Központja a Broadway 55 a belső-londoni City of Westminsterben.
A TfL felelősségi területéhez tartozik a londoni közúti közlekedés és olyan kötöttpályás közlekedési hálózatok, mint a metró, az Overground, a DLR és a TfL Rail. Nem tartozik hozzá a National Rail szolgáltatás, de a londoni villamosok, buszok, taxik, a kerékpáros és folyami szolgáltatások igen. A TfL a központ, a szolgáltatások leányvállalatokhoz tartoznak, magánszektor franchise-ok, illetve engedély alapján végzett tevékenységek. A nemzeti Közlekedési Osztállyal együtt a TfL felelős az új Crossrail vasútvonal építéséért, illetve a majdani franchise kiadásáért.
2015–2016-ban a TfL költségvetése 11,5 milliárd font volt, ennek a 40%-a a viteldíjakból származott. A maradékban 23% volt a kormányzati forrás, 20% a kölcsön, 8% a Crossrail létrehozására kapott finanszírozás.